# Architectonicoidea
Architectonicoidea zijn een superfamilie van slakken.

## Taxonomie
De volgende families zijn bij de superfamilie ingedeeld:
- † Amphitomariidae Bandel, 1994[1]
- Architectonicidae Gray, 1850
- † Cassianaxidae Bandel, 1996